# Condado de Teller
El condado de Teller (en inglés: Teller County), fundado en 1889, es uno de los 64 condados del estado estadounidense de Colorado. En el año 2000 tenía una población de 20 555 habitantes con una densidad de población de 14 personas por km². La sede del condado es Cripple Creek aunque la ciudad con más habitantes es Woodland Park.

## Geografía
Según la oficina del censo el condado tiene una superficie total de 1448 km² (559,1 mi²), de los que 1443 km² (557,1 mi²) son tierra y 5 km² (1,9 mi²) (0.34%) son agua.

### Condados adyacentes
- Condado de Douglas - norte
- Condado de Jefferson - norte
- Condado de El Paso - este
- Condado de Fremont - sur
- Condado de Park - oeste

## Demografía
Según el 2000 la renta per cápita media de los habitantes del condado era de 50 165 dólares y el ingreso medio de una familia era de 57 071 dólares. En el año 2000 los hombres tenían unos ingresos anuales 37 194 dólares frente a los 26 934 dólares que percibían las mujeres. El ingreso por habitante era de 23. 412 dólares y alrededor de un 4,50% de la población estaba bajo el umbral de pobreza nacional.

## Ciudades y pueblos
- Altman
- Cripple Creek
- Crystola
- Divide
- Florissant
- Victor
- Woodland Park

## Espacios naturales protegidos
Entre ellos destacan el Pike National Forest que se gestiona conjuntamente con otros bosques y el monumento nacional del Florissant Fossil Beds que contiene gran cantidad de fósiles del Eoceno.